# Hypnites beckeri
Hypnites beckeri là một loài Rêu trong họ Amblystegiaceae. Loài này được (Steere) N.G. Mill. mô tả khoa học đầu tiên năm 1980.